# Hamburger Stiftung für politisch Verfolgte
Die Hamburger Stiftung für politisch Verfolgte mit Sitz in der Freien und Hansestadt Hamburg ist eine Nichtregierungsorganisation mit gemeinnützigem Charakter. Sie gewährt Menschen, die sich öffentlich für Freiheit und Recht einsetzen und daher in ihren Ländern politisch verfolgt werden, ein einjähriges Stipendium. Ihr Anliegen ist es, politisch Verfolgten ein Refugium zu sein und ihnen die Möglichkeit zu schaffen, ohne Bedrohung ihre Stimme zu erheben.

## Geschichte
Die Hamburger Stiftung für politisch Verfolgte wurde am 12. September 1986 vom  Ersten Bürgermeister Klaus von Dohnanyi gegründet. In der Satzung ist der Grundgedanke formuliert:  „Im Gedenken an die Leiden politischer Gegner des NS-Regimes, in dem Bemühen, Menschen, die politischer Verfolgung ausgesetzt sind, zu helfen, Verantwortung zur Wahrung der  Menschenrechte zu tragen und Leidende, die durch den Widerstand Unterdrückung und Folterungen erdulden mussten, zu stärken.“
Die Stiftung hat seit ihrer Gründung 130 Journalisten, Schriftstellern, Dichtern, Malern, Fotografen, Anwälten, Menschenrechtlern und bisweilen auch ihren Familien Zuflucht geboten (Stand 2012). Auf ihre Einladung hin und unter ihrem Schutz können sie sich von der unmittelbaren Gefahr erholen und zur Ruhe kommen. Viele der Gäste waren in ihrem Heimatland mit dem Tode bedroht, verfolgt, verhaftet oder gefoltert worden. Während des einjährigen Aufenthalts sorgt die Stiftung für Wohnraum, Betreuung und Lebensunterhalt. Sie unterstützt die Stipendiaten bei ihrer politischen, künstlerischen, wissenschaftlichen oder publizistischen Arbeit und vernetzt sie mit Politikern, Medien, anderen Stiftungen, Menschenrechtsorganisationen und der deutschen Öffentlichkeit. Es werden fünf  Gäste  im Jahr aufgenommen, die akut bedroht sind.

## Gäste
Erster Gast war der zuvor 18 Jahre in Sibirien internierte Dichter Nisamedtin Achmetov.  Weitere Gäste waren der algerische Schriftsteller Hamid Skif, die aserische Menschenrechtlerin Leyla Yunusova, der tschetschenische Fotograf Musa Sadulajev und der kurdische Menschenrechtsanwalt Osman Aydin. 2002 bot die Stiftung der tunesischen Menschenrechtlerin Sihem Bensedrine Schutz, deren Aktivitäten mit zum Sturz des tunesischen Machthabers Zine el-Abidine Ben Ali beitrugen.

## Vorsitz und Finanzierung
Die Stiftung wird von dem Vorstand verwaltet. Erster Vorsitzender ist laut Stiftungsstatut stets der amtierende Erste Bürgermeister der Freien und Hansestadt Hamburg, derzeit Peter Tschentscher. Der geschäftsführende Vorstand ist ehemalige Erste Bürgermeister Ole von Beust ist. 
Ehrenvorsitzender ist der Gründungsvater und Erste Bürgermeister a. D. Klaus von Dohnanyi.
Geschäftsführerin ist die Philologin Martina Bäurle. Finanziert wird die Arbeit der Stiftung durch private Spender und Unterstützung der Freien und Hansestadt Hamburg. Das Grundkapital stellte Jan Philipp Reemtsma.